# União de Freguesias da cidade de Santarém
A União de Freguesias da cidade de Santarém é uma freguesia portuguesa do município de Santarém, com 55,51 km² de área e 30 017 habitantes (censo de 2021). A sua densidade populacional é 540,7 hab./km².

## História
Foi criada aquando da reorganização administrativa de 2012/2013,  resultando da agregação das antigas freguesias de Marvila, Santa Iria da Ribeira de Santarém, São Salvador e São Nicolau, com o nome União das Freguesias de Marvila, Santa Iria da Ribeira de Santarém, São Salvador e São Nicolau.
A sua designação foi alterada para União de Freguesias da cidade de Santarém pela lei 19/2017, de 23 de maio.

## Demografia
A população registada nos censos foi:
| Distribuição da População por Grupos Etários | Distribuição da População por Grupos Etários | Distribuição da População por Grupos Etários | Distribuição da População por Grupos Etários | Distribuição da População por Grupos Etários | Distribuição da População por Grupos Etários |
| -------------------------------------------- | -------------------------------------------- | -------------------------------------------- | -------------------------------------------- | -------------------------------------------- | -------------------------------------------- |
| Antes da agregação                           |                                              |                                              |                                              |                                              |                                              |
| Ano                                          | 0-14 anos                                    | 15-24 anos                                   | 25-64 anos                                   | >= 65 anos                                   | Total                                        |
| 2001                                         | 4463                                         | 3952                                         | 15624                                        | 4813                                         | 28852                                        |
| 2011                                         | 4649                                         | 3209                                         | 16430                                        | 5641                                         | 29929                                        |
| Após a agregação                             |                                              |                                              |                                              |                                              |                                              |
| Ano                                          | 0-14 anos                                    | 15-24 anos                                   | 25-64 anos                                   | >= 65 anos                                   | Total                                        |
| 2021                                         | 4335                                         | 3304                                         | 15752                                        | 6626                                         | 30017                                        |